# تعالى نحلم ببكرة (مسلسل)
تعالى نحلم ببكره هو مسلسل دراما مصري من إخراج سامي محمد علي وبطولة حسين فهمي، ليلى علوي، محمود قابيل، عزت أبو عوف، سوسن بدر، حنان مطاوع وبسمة.

## نبذه
تدور الأحداث حول "مراد الزيادي" مدير فرع أحد البنوك المعروفة والمتزوج من "نازلي" السيدة الفاضلة وله من الأبناء "مها" و"إيهاب". فجأة تقتحم حياته سيدة الأعمال "إنجي الكاشف" والتي تدفعه ليتمرد على حياته الزوجية ويتورط في علاقته بها. يظل الأمر في طي الكتمان حتى يتعرضا لحادث مما يؤدي لإنهيار أسرة مراد.

## طاقم العمل
- حسين فهمي بدور "مراد الزيادي"
- ليلى علوي بدور "إنجي الكاشف"
- محمود قابيل بدور "أسعد الحسيني"
- عزت أبو عوف بدور "عبد الوهاب درويش"
- حنان مطاوع بدور "إيمان"
- علا غانم بدور "شيرين"
- فتحي عبد الوهاب بدور الصحفي "كريم"